# 블라인드 뮤지션
《블라인드 뮤지션》은 네이버TV, 유튜브에서 2018년에 방송된 블라인드 오디션 프로그램이다. 송이한이 최종 우승을 차지했다. 우승자만 정체를 공개하기에 다른 참가자들의 정체는 알려져있지 않다.